# Фотополювання

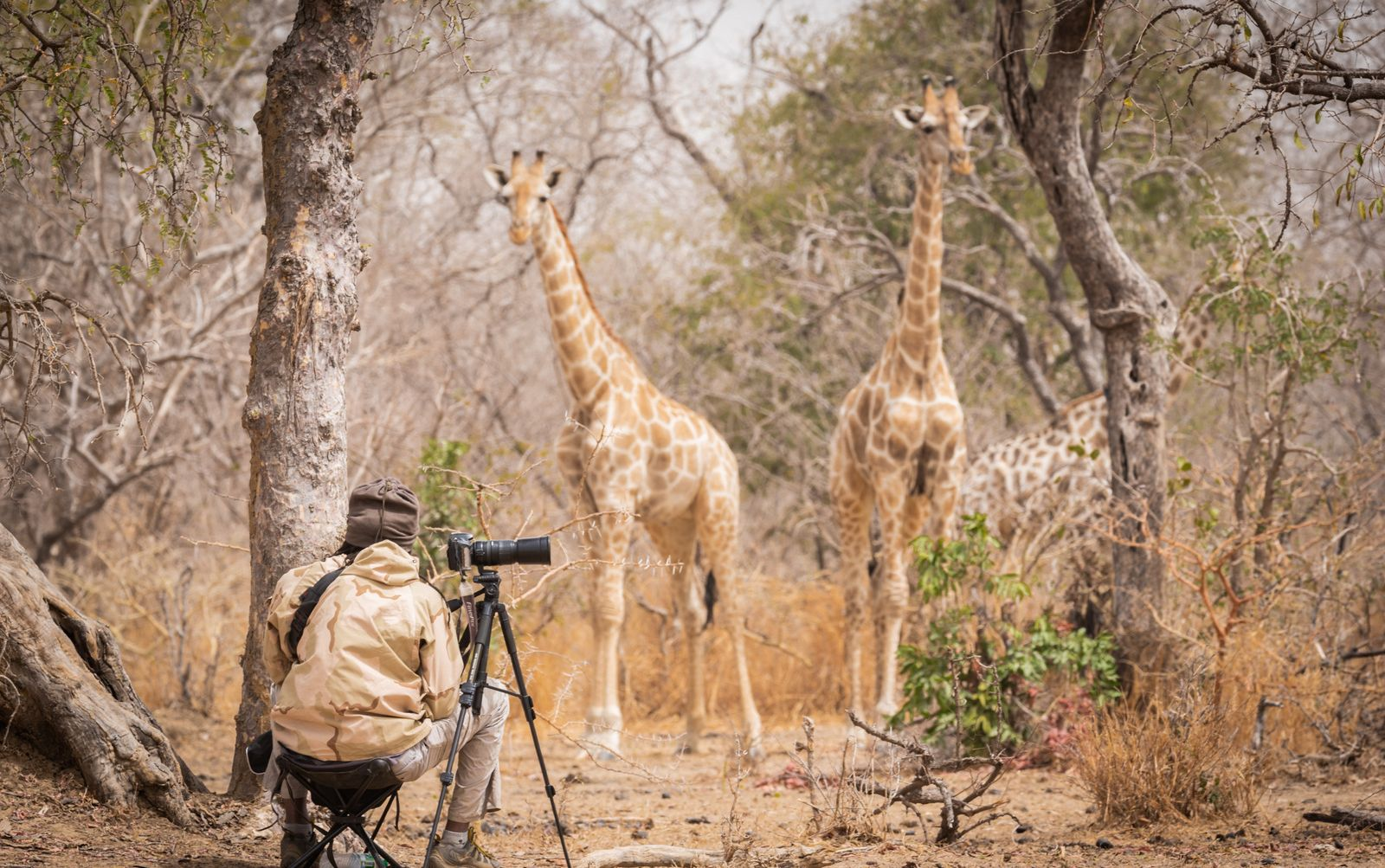
Фотограф живої природи

Фотополювання (англ. Wildlife Photography) — вид фотографії, об'єктом знімання в якому є птахи, тварини, комахи та інші істоти в природних умовах.
Фотополювання об'єднує в собі три аспекти:
- Спортивний (тому його можна розглядати також як новий вид спортивного полювання, що з'явився на початку XX століття і став особливо популярним в наш час);
- Пізнавальний, в якому змикається з фотографією як методом наукових досліджень в області біології, в якому документальність розглядають як основну вимогу;
- Художній, позаяк утворює один з видів художньої фотографії як виду мистецтва - у цьому випадку естетичний критерій стає основним для оцінки результатів.

## Фотографування комах
Для знімання комах зазвичай використовують прийоми макрофотографії.
Деякі специфічні прийоми можуть бути особливо корисні, наприклад: слід уникати попадання тіні фотографа на об'єкт, вибрати місця, де комахи не поодинокі, а зустрічаються досить часто. Зручно використовувати серійне знімання цифровою камерою з подальшим відбором вдалих кадрів, фотоспалах, телеоб'єктив. Мала глибина різкості при макрозніманні часто вимагає додаткового діафрагмування, часом доводиться частково жертвувати якістю знімка, встановлюючи підвищену світлочутливість.

## Фотознімання птахів

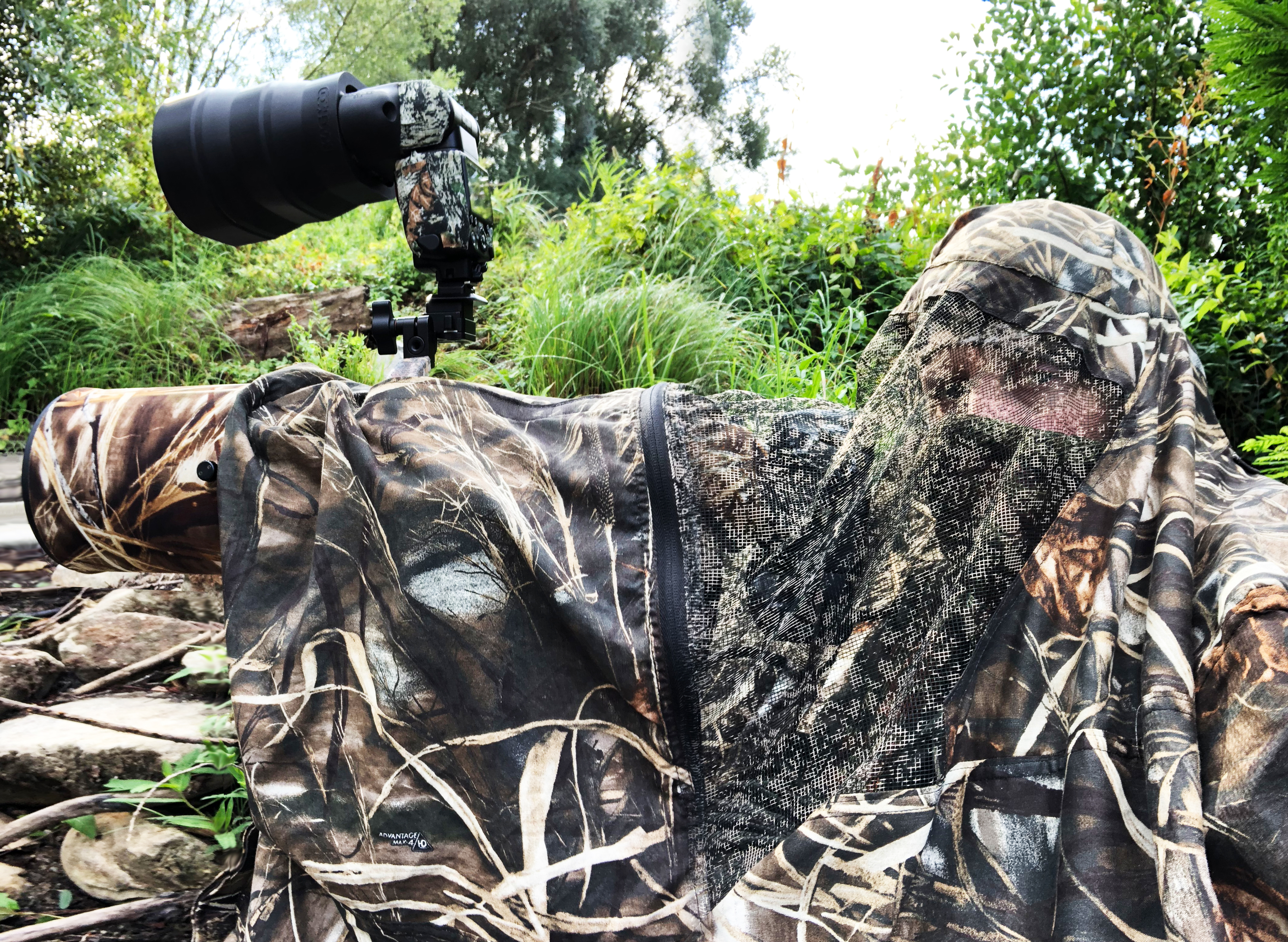
Фотополювання з використанням маскування

Для фотографування птахів широко використовують метод організації укриття для фотографа, місця, в якому можна скритно розміститися, не потурбувавши об'єкт знімання. Птахи, на відміну від ссавців, мають слаборозвинений нюх, але здатні розрізняти велику кількість відтінків кольорів, тому при фотополюванні на птахів бажано застосовувати природні засоби маскування, але нема потреби вибору підвітряного боку.
При фотозніманні птахів практично завжди використовують телеоб'єктиви.

## Фотографування ссавців
У ссавців добре розвинений нюх і слух, але зір у більшості з них чорно-білий. Отже, при зніманні ссавців важливо довгий час сидіти безшумно і нерухомо в укритті, розміщеному з підвітряного боку.

## Фотографування риб
Фотографування риб в природних умовах виконують способами:
- з повітря в воду, при цьому використовують поляризаційні фільтри, які зменшують бліки та відбиття неба на поверхні води;
- з води, при цьому використовують спеціалізовані водонепроникні бокси, що дозволяють занурити фотоапарат у воду[2];
- через скло акваріума, при цьому бажано знімати з темряви на світло — з затемненого приміщення в освітлений акваріум, що дозволяє уникнути бліків на склі акваріума.